# Witold Rutkowski
Witold Jan Rutkowski (ur. 23 sierpnia 1896, zm. 19 września 1939 w Czerniowcach) – major pilot Wojska Polskiego, dowódca 12. eskadry wywiadowczej i 11. eskadry liniowej, uczestnik wojny polsko-bolszewickiej i II wojny światowej.

## Życiorys
Ukończył pierwszy kurs pilotażu zorganizowany w I Niższej Szkole Pilotów w Krakowie, następnie wziął udział w wojnie polsko-radzieckiej. Walczył w składzie 13. eskadry myśliwskiej. Po zestrzeleniu 10 maja 1920 r. kpt. Władysława Jurgensona czasowo objął dowództwo 12. eskadry wywiadowczej. W czerwcu obowiązki dowódcy przekazał Maksymilianowi Kowalewskiemu. Za swe dokonania w walce został odznaczony Krzyżem Walecznych.
Po zakończeniu działań wojennych pozostał w Wojsku Polskim. Otrzymał przydział do 14. eskadry lotniczej, a w maju 1926 r. objął nad nią dowództwo. 9 grudnia 1931 r. wyznaczony został na dowódcę 11. eskadry liniowej i sprawował je do 23 marca 1933 r. Ze starszeństwem z dnia 1 stycznia 1936 r. został mianowany na stopień majora w korpusie oficerów aeronautyki. W marcu 1936 r. objął stanowisko komendanta parku lotniczego 3. pułku.
W kwietniu 1939 r. został powołany na stanowisko komendanta Bazy nr 3 i pełnił tę funkcję w momencie wybuchu II wojny światowej. Został ranny podczas bombardowania transportu bazy w rejonie Tarnopola, zmarł 19 września 1939 r. w Czerniowcach i tam został pochowany.